# 弧果黄耆
弧果黄耆（学名：Astragalus subarcuatus）是豆科黄芪属的植物。分布在哈萨克斯坦以及中国大陆的新疆等地，生长于海拔550米至1,500米的地区，多生于荒漠草原，目前尚未由人工引种栽培。

## 异名
- Astragalus arcuatus auct. non Kar. et Kir.